# Ері Радзаунарімампіаніна
Ері Мартіаль Радзаунарімампіаніна Ракутуаріманана (також Раджаонарімампіаніна, фр. Hery Rajaonarimampianina; нар. 6 листопада 1958, Антананаріву, Малагасійська Республіка) — мадагаскарський політичний і державний діяч, президент Мадагаскару (2014-2018).

## Біографія
Народився у Малагасійська Республіці, в простій сім'ї. Жив у скромному передмісті Антананаріву. У 1982 році отримав ступінь магістра ділового адміністрування в Університеті Антананаріву, а потім продовжив навчання в Університеті Квебека у Труа-Рив'єрі, де в 1986 році отримав диплом про вищу освіту.
У 1991 році повернувся на Мадагаскар і працював бухгалтером. Він також став директором Національного інституту ділового адміністрування та бухгалтерського обліку наук (INSCAE) в Антананаріву і асистентом в університеті Антананаріву і в Університеті Меца (Франція).
У 1995 році він створив свою бухгалтерську фірму. У 2003 році був обраний президентом Ордена дипломованих бухгалтерів і аудиторів Мадагаскару.
У 2009 році був призначений міністром фінансів та бюджету Мадагаскару. На цій посаді йому вдалося приборкати інфляцію, своєчасно платити зарплати державним чиновникам, незважаючи на повну відсутність фінансової підтримки з боку міжнародного співтовариства і наявність світової економічної кризи.
Будучи офіційним генеральним директором національної авіакомпанії Air Madagascar з 2011 року, він почав реорганізацію людських і матеріальних ресурсів і оновлення економічної політики. Його дії викликали новий зліт національної авіакомпанії.
У 2013 році, вирішивши висуватися на майбутніх президентських виборах в Мадагаскарі, Радзаунарімампіаніна створив партію «Hery Vaovao hoan'i Madagasikara» («New Forces for Madagascar»). Для участі в президентських виборах були зареєстровані 33 кандидати. Перший тур виборів відбувся 25 жовтня 2013 року. Попередні результати показали, що Жан Луї Робінсон і Ері Радзаунарімампіаніна набрали відповідно 27 % і 15-16 % і виявилися лідерами першого туру. Перед другим туром Радзаунарімампіаніна запрошує до співпраці Ролана Рацірака, племінника колишнього президента Дідьє Раціракі, і отримує підтримку від Андрі Радзуеліни, чинного президента.
У другому турі Ері Радзаунарімампіаніна набрав 53,5 %, а Жан Луї Робінсон — 46,5 % голосів. Опозиція заявила, що вважає підсумки виборів сфальсифікованими і має намір добиватися їх скасування. До судів подано вже 300 скарг на порушення в ході голосування. Спостерігачі від Євросоюзу суттєвих порушень на виборах не виявили.
3 січня 2014 Ері Радзаунарімампіаніна був оголошений новим президентом Мадагаскару. 25 січня відбулася церемонія інавгурації. При вступі на посаду Ері Радзаунарімампіаніна закликав країну до об'єднання, проте, через кілька годин у місця, де проходила церемонія інавгурації, прогримів вибух, в результаті чого, загинула дворічна дитина, більше 30 людей отримали поранення.
7 вересня 2018 р. подав у відставку з посади президента Мадагаскару, оскільки згідно закону, президент має піти у відставку за 2 місяці до проведення президентських виборів. Президентські вибори призначені на 7 листопада 2018 р.

## Факти
- Прізвище президента Мадагаскару є найдовшим серед всіх керівників держав у світі.